# Cercyonis ochracea
Cercyonis ochracea är en fjärilsart som beskrevs av Ralph L. Chermock 1942. Cercyonis ochracea ingår i släktet Cercyonis och familjen praktfjärilar. Inga underarter finns listade i Catalogue of Life.